# John Duha
John Alexander Duha (Chicago, 16 febbraio 1875 – Chicago, 21 gennaio 1940) è stato un ginnasta e multiplista statunitense.

## Carriera
Nato da genitori boemi, Duha partecipò ai Giochi olimpici di Saint Louis 1904, dove vinse due medaglie di bronzo nel concorso a squadre e nella gara delle parallele. Alla stessa Olimpiade giunse ventiquattresimo nel concorso generale individuale, trentaseiesimo nella gara di triathlon, quarto nel concorso a quattro eventi e ventiduesimo nel concorso a tre eventi.

## Palmarès
In carriera ha conseguito i seguenti risultati:
- Giochi olimpici

St. Louis 1904: due medaglie di bronzo nel concorso a squadre e nelle parallele.